# Scelotes gronovii
Espèce
Synonymes
- Seps gronovii Daudin, 1802

Statut de conservation UICN

 LC  : Préoccupation mineure
Scelotes gronovii est une espèce de sauriens de la famille des Scincidae.

## Répartition
Cette espèce est endémique de la province de Cap-Occidental en Afrique du Sud. Elle se rencontre aussi sur les îles Robben et Dassen.

## Étymologie
Cette espèce est nommée en l'honneur de Laurentius Theodorus Gronovius.

## Publication originale
- Daudin, 1802 : Histoire Naturelle, Générale et Particulière des Reptiles; ouvrage faisant suit à l'Histoire naturelle générale et particulière, composée par Leclerc de Buffon; et rédigee par C.S. Sonnini, membre de plusieurs sociétés savantes, vol. 4, F. Dufart, Paris, p. 1-397 (texte intégral).